# Philip MacDonald
Philip MacDonald (1900-1980) var en brittisk författare av kriminalromaner och thrillers. Hans farfar var författaren George MacDonald. Han deltog i första världskriget som kavallerist i Mesopotamien. Dessa erfarenheter gav honom stoff till hans bok "Patrol". Men 1924 debuterade han med pusseldeckaren "The Rasp". Hans problemlösare Anthony Gethryn är i likhet med andra från 1920-talets guldålder en rik och genial amatör som till exempel lord Peter Wimsey i Dorothy Sayers detektivromaner. Förutom pusseldeckare har han också skrivit thrillers om seriemördare som "Murder gone mad" och mer lättsamma thrillers som "The escape".

## Priser
- 1953 Edgar Award för bästa novell, "Something to hide"
- 1956 Edgar Award för bästa novell, Dream no more"